# Dandy Nichols
Dandy Nichols (* 21. Mai 1907 in London, England als Daisy Sander; † 6. Februar 1986 ebenda) war eine britische Schauspielerin.

## Leben
Dandy Nichols sammelte erste Schauspielerfahrungen in einer Laiengruppe, während sie gleichzeitig als Sekretärin arbeitete, um professionellen Schauspielunterricht zu nehmen. Sie entwickelte sich zu einer respektierten Theaterschauspielerin, die unter anderem am Royal Court Theatre sowie am Broadway in New York spielte. 1970 war sie in der Uraufführung von David Storeys preisgekröntem Theaterstück Home neben John Gielgud und Ralph Richardson zu sehen.
Seit Ende der 1940er-Jahre war Nichols außerdem als Nebendarstellerin im britischen Film und Fernsehen tätig, zwei ihrer ersten Filmrollen hatte sie unter Regie von Carol Reed. Die kleine, eher unförmig wirkende Charakterdarstellerin spezialisierte sich vor allem auf die Darstellung von Ehefrauen, Haushälterinnen oder Putzfrauen aus der britischen Mittelschicht. Zu ihren bekannteren Filmrollen zählen die einer mittelalterlichen Dienerin im Hollywood-Film Die Wikinger (1958) an der Seite von Kirk Douglas, Janet Leigh und Tony Curtis sowie die einer mittellosen Adeligen in Maximilian Schells Regiedebüt Erste Liebe (1970) nach der gleichnamigen Novelle von Iwan Turgenew.
Bekannt wurde sie vor allem durch die britische Sitcom Till Death Us Do Part, in der sie als sympathische, aber oft naive Hausfrau Else Garnett unter ihrem frauenverachtenden Ehemann leiden muss. Damit bildete sie das Vorbild für Jean Stapleton in der US-Version All in the Family sowie Elisabeth Wiedemann und Helga Feddersen in Ein Herz und eine Seele, der deutschen Variante von Till Death Us Do Part. Nach Einstellung der ursprünglichen Serie im Jahr 1975 entstanden noch die Fortsetzungen Till Death... 1981 und In Sickness and Health ab 1985. Dandy Nichols starb kurz nach Ende der ersten Staffel von In Sickness and Health im Alter von 78 Jahren an einer Lungenentzündung und Herzproblemen, daraufhin entschieden die Produzenten, ihre Figur Else ebenfalls den Serientod sterben zu lassen.
Daisy Nichols war von 1942 bis 1955 mit dem Zeitungsredakteur Stephen Baguley Waters verheiratet, die Ehe wurde allerdings wegen seiner Untreue geschieden.

## Filmografie (Auswahl)
- 1947: Die kleinen Detektive (Hue and Cry)
- 1948: Der Fall Winslow (The Winslow Boy)
- 1948: Kleines Herz in Not (The Fallen Idol)
- 1948: Der Frauenfeind (Woman Hater)
- 1949: Scotts letzte Fahrt (Scott of the Antartic)
- 1950: Die unbekannte Zeugin (Your Witness)
- 1950: Auf falscher Spur (The Clouded Yellow)
- 1952: Mother Riley Meets the Vampire
- 1957–1959: Emergency-Ward 10 (Fernsehserie, 15 Folgen)
- 1958: Die Wikinger (The Vikings)
- 1961: Ask Mr. Pastry (Fernsehserie, 8 Folgen)
- 1964: Die Lederjungen (The Leather Boys)
- 1965: Die amourösen Abenteuer der Moll Flanders (The Amorous Adventures of Moll Flanders)
- 1965: Die große Flasche (The Early Bird)
- 1965: Hi-Hi-Hilfe! (Help!)
- 1965: Der gewisse Kniff (The Knack)
- 1966: Georgy Girl
- 1966–1975: Till Death Us Do Part (Fernsehserie, 41 Folgen)
- 1967: Das total verrückte Krankenhaus (Carry On Doctor)
- 1967: Wie ich den Krieg gewann (How I Won the War)
- 1967: Der Mann mit dem Koffer (Man in a Suitcase; Fernsehserie, 1 Folge)
- 1969: Danach (The Bed Sitting Room)
- 1970: Erste Liebe
- 1973: Der Erfolgreiche (O Lucky Man!)
- 1981: The Bagthorpe Saga (Fernsehserie, 6 Folgen)
- 1981: Till Death… (Fernsehserie, 6 Folgen)
- 1982: Britannia Hospital
- 1982: Die Hunde sind los (The Plague Dogs; Stimme)
- 1985: In Sickness and in Health (Fernsehserie, 7 Folgen)